# Danilo I Petrović-Njegoš
Danilo I Petrović-Njegoš, ibland Danilo II Petrović-Njegoš, född 25 maj 1826, död 13 augusti 1860, var en montenegrinsk furste. Som monark hade han ordningstalet I, som furstbiskop var han Danilo II. 

## Biografi
Sedan hans farbror, vladika Petar II Petrović-Njegoš dött 1851, blev han dennes efterträdare. Från 1852 antog han titeln knjaz och blev världslig furste över Montenegro. 1860 sårades han i Cattoro dödligt av en konspiratör. Han efterträddes av den adopterade brorsonen Nikola.
Gift med Darinka Petrovic 1855, med vilken han hade dottern Olga. 
År 1861 försökte fursten ockupera områden bebodda av albaner under dåtidens Osmanska riket, med vilket han misslyckades. Året därpå beordrade fursten återtagandet av området Vraninja och stora delar av dagens södra Montenegro.